# NIC-19A
La NIC-19A es una autopista nacional catalogada como troncal principal ubicada en Nicaragua. La carretera inicia en el Norte en el Empalme de San Dionisio con la NIC-9 hasta finalizar en el centro de San Dionisio, Departamento de Matagalpa.